# Marion Brown
Marion Brown (Atlanta, Geórgia, 8 de setembro 1935 - Hollywood, Florida, 18 de outubro de 2010) foi um saxofonista de jazz estadunidense. Ele é reconhecido como um membro da cena de vanguarda do jazz na cidade de Nova York, durante a década de 1960, tocando junto a músicos como John Coltrane, Archie Shepp e John Tchicai. Participou da gravação do álbum de John Coltrane Ascensio, um marco do jazz em 1965.

## Discografia selecionada
- 1966: Three For Shepp (Impulse!)
- 1966: Juba Lee (Fontana)
- 1966: Why Not? (ESP)
- 1967: Marion Brown Quartet (ESP / Fontana)
- 1967: Porto Novo (Arista)
- 1968: Musique du Film "Le Temps Fou" de Marcel Camus
- 1969: In Sommerhausen (avec Hampel and Jeanne Lee)
- 1970: Afternoon of a Georgia Faun (ECM)
- 1973: Duets (Freedom)
- 1973: Geechee Recollections (Impulse!)
- 1974: Sweet Earth Flying (Impulse!)
- 1975: Vista (Impulse!)
- 1977: La Placita / Live in Willisau (Timeless)
- 1977: Solo Saxophone (Sweet Earth)
- 1978: Reeds 'n Vibes (avec Gunter Hampel) (Improvising Artists Inc.)
- 1980: Back To Paris (Freelance)
- 1983: Gemini (Birth)
- 1985: Recollections (Creative Works)
- 1990: Native Land (ITM)
- Offering
- Gesprächsfetzen